# 굿 걸
《굿 걸》(영어: The Good Girl)은 미국, 독일, 네덜란드에서 제작된 미겔 아르테타 감독의 2002년 코미디 드라마 영화이다. 제니퍼 애니스턴 등이 출연하였고, 매슈 그린필드 등이 제작에 참여하였다.

## 출연진
- 제니퍼 애니스턴
- 제이크 질런홀
- 존 C. 라일리
- 존 캐럴 린치
- 팀 블레이크 넬슨
- 조이 데이셔넬
- 마이크 화이트
- 데버라 러시
- 에이미 가르시아

## 기타 제작진
- 공동 제작: 셸리 글래서, 지나 권
- 배역: 조애나 콜버트
- 미술: 대니얼 브래드퍼드
- 의상: 낸시 스타이너